# Peter Hansen (SS-generaal)
Peter Adolf Caesar Hansen (Santiago, 30 november 1896 - Viersen, 23 mei 1967) was een Duitse officier en SS-Brigadeführer en Generalmajor in de Waffen-SS tijdens de Tweede Wereldoorlog. Hij was de grondlegger van de artillerie in de Waffen-SS.

## Leven
Op 30 november 1896 werd Peter Hansen geboren in Santiago, Chili. Hij was de zoon van de directeur van een munitiefabriek. Toen zijn vader in 1901 overleed, keerde de overgebleven familie terug naar Duitsland. Hansen volgde nog school in Dresden.

### Eerste Wereldoorlog
Op 1 september 1914 meldde Hansen zich aan in het Saksische leger. Hij werd als Fahnenjunker in het 4. Königlich Sächsisches Feldartillerie-Regiment Nr. 48 geplaatst. In januari 1915 werd Hansen bevorderd tot Fahnenjunker-Unteroffizier. Hij vocht aan het Westfront (Frankrijk) en aan het Oostfront (Rusland). Hansen raakte gewond, en werd daarvoor onderscheiden met het Gewondeninsigne 1918 in het zwart. In 1916 werd hij bevorderd tot officier (Leutnant). In 1918 werd hij getroffen door tyfus. Hij diende als batterijofficier, ordonnansofficier, verbindingsofficier, adjudant en batterijcommandant.

### Interbellum
Na de Eerste Wereldoorlog bleef Hansen in het leger (Reichswehr). En was als Ia (Erster Generalstabsoffizier) (1e Generale Stafofficier) voor militair transport in het Generalkommando Grenzschutz Nord. Hierna diende Hansen als Ic (Dritter Generalstabsoffizier) (3e Generale Stafofficier) voor Major Werner von Fritsch in de Generalstab in het Generalkommando Grenzschutz Nord. Hierna werd hij ingezet als verbindingsofficier voor de Interalliierte Militär-Kontrollkommission Polen-Litouwen. Hansen werd vervolgens als Ic in de staf van de Reichswehrgruppenkommando 3. Hij diende later als adjudant van de Quartiermeister in de Reichswehrgruppenkommando 3. In 1920 werd hij als adjudant en referent voor de commissie die toezicht hield op de activiteiten in de Baltische Zee. Daarna werd Hansen bevorderd tot Oberleutnant. En werd als adjudant in het Saksische ministerie voor Oorlog ingezet. In hetzelfde jaar nam hij ontslag uit het de Reichswehr.
Nadat hij het leger had verlaten, werkte hij als spinner en wever in Chemnitz. Waarna hij zijn eigen bedrijf had in Görlitz, Weimar en Erfurt.
In april 1933 werd Hansen lid van de Nationaalsocialistische Duitse Arbeiderspartij en de Schutzstaffel (SS). Op 18 januari 1934 werd hij als SS-Anwärter (kandidaat lid) ingeschaald. En werd als Personalreferent u. Leiter d. Disziplinar u. Beschwerde Abt in het SS-Oberabschnitte Mitte ingezet. Op 10 juli 1934 werd Hansen bevorderd tot SS-Obertruppführer (vergelijkbaar met sergeant der 1e klasse). Het jaar daarop werd hij bevorderd tot officier, namelijk SS-Untersturmführer (tweede luitenant). Op 15 augustus 1935 verliet hij de SS, en ging weer in dienst van de Heer. Hij werd als Hauptmann ingeschaald, en als batterijcommandant ingezet in het Artillerie-Regiment 14 (14e Artillerieregiment) in Naumburg. Hierna volgde een overplaatsing naar het Artillerie-Regiment 50 (50e Artillerieregiment) in Meißen, en kreeg het commando over het IV. (s) batterij. Binnen het 50e Artillerieregiment werd Hansen benoemd tot commandant van het 2e batterij in Leipzig. Hansen was de Standortältester (oudste in het garnizoen aanwezige officier) in het 50e Artillerieregiment.
Op 1 juni 1939 stapte Hansen weer over van de Heer naar de SS-Verfügungstruppe, en werd meteen als SS-Obersturmbannführer (luitenant-kolonel) ingezet. 

### Tweede Wereldoorlog
Hij vormde en voerde het commando over het oorspronkelijke SS-Artillerie-Regiment en leidde het tijdens de Poolse Veldtocht. In oktober 1939 werd zijn regiment een onderdeel van de SS-Verfügungsdivision (later "Das Reich"). Op 19 oktober 1939 werd Hansen bevorderd tot SS-Standartenführer (kolonel).
Na zijn bevordering werd hij overgeplaatst naar het SS-Führungshauptamt, en werd chef van het kantoor IIb in het Commando Departement van de Waffen-SS. Hierna werd hij benoemd tot inspecteur 4 (Artillerie) in het SS-Führungshauptamt. Op 30 januari 1942 werd Hansen bevorderd tot SS-Brigadeführer en Generalmajor in de Waffen-SS. Na zijn bevordering trouwde Hansen op 30 november 1942 met Elisabeth Voltz. Op 25 februari 1943 werd hij belast met de formatie van het Lettische SS-Freiwilligen-Legion. Het legioen ontwikkelde zich later in een divisie. Vanaf 1 mei 1943 tot 1 augustus 1943 was hij chef van het Amt XI Führer-Ausbildung (Officiers training) in het SS-Führungshauptamt. In september 1943 diende Hansen kort als Artillerie-Kommandeure (Arko) in het IV SS Pantserkorps. Tussen oktober en december 1943 had Hansen ziekteverlof, en werk gehospitaliseerd. Na zijn ziekteverlof, werd hij benoemd tot commandant van de Milizia Armata Polizei. De voorloper van de Italiaanse Waffen-Sturmbrigade der SS (italienische Nr. 1), en het latere 29. Waffen-Grenadier-Division der SS (italienische Nr. 1). In 1944 kreeg Hansen weer een functie als Arko, maar dan in het VII SS Pantserkorps. Hij werd opgevolgd door Kurt Brasack. Na enige tijd in het Reserve gezeten, werd Hansen benoemd tot Arko van het III (Germaanse) SS Pantserkorps. Op 1 oktober 1994 werd hij benoemd tot Artillerie-Kommandeure (Arko) van het I. SS Panzerkorps. Hierna werd Hansen overgeplaatst naar het XVIII SS Korps, en ingezet als stafchef. Deze functie oefende hij uit tot het einde van de Tweede Wereldoorlog. In mei 1945 werd Hansen krijgsgevangen gemaakt door de Fransen, dit terwijl hij in het ziekenhuis lag (hij was gedurende verschillende perioden van de Tweede Wereldoorlog ziek geweest).

## Na de oorlog
Over het verdere verloop van zijn leven is niets bekend. Op 23 mei 1967 overleed hij in Viersen.

## Triviaal
Hansen was de "vader" van de artillerie in de Waffen-SS.
Geboren uit een Italiaanse moeder en een Duitse vader, sprak hij drie talen, waaronder Spaans.

## Carrière
Hansen bekleedde verschillende rangen in zowel de Allgemeine-SS als Waffen-SS. De volgende tabel laat zien dat de bevorderingen niet synchroon liepen.
| Datum                                       | Saksische leger            | Reichswehr             | Allgemeine-SS          | Heer           | Waffen-SS                        |
| ------------------------------------------- | -------------------------- | ---------------------- | ---------------------- | -------------- | -------------------------------- |
| 1 september 1914                            | Fahnenjunker               | —                      | —                      | —              | —                                |
| Januari 1915                                | Fahnenjunker-Unteroffizier | —                      | —                      | —              | —                                |
| 1915                                        | Fähnrich                   | —                      | —                      | —              | —                                |
| 1916                                        | Leutnant                   | —                      | —                      | —              | —                                |
| 1920                                        | —                          | Oberleutnant a.D.      | —                      | —              | —                                |
| 1934                                        | —                          | Hauptmann (E-Offizier) | —                      | —              | —                                |
| 18 januari 1934                             | —                          | —                      | SS-Anwärter            | —              | —                                |
| 24 februari 1934                            | —                          | —                      | SS-Scharführer         | —              | —                                |
| 20 april 1934                               | —                          | —                      | SS-Oberscharführer     | —              | —                                |
| 10 juli 1934                                | —                          | —                      | SS-Obertruppführer     | —              | —                                |
| 30 januari 1935                             | —                          | —                      | SS-Untersturmführer    | —              | —                                |
| 15 augustus 1935 (RDA vanaf 1 januari 1934) | —                          | —                      | —                      | Hauptmann (RH) | —                                |
| 1 januari 1939                              | —                          | —                      | —                      | Major (RH)     | —                                |
| 1 juni 1939                                 | —                          | —                      | SS-Obersturmbannführer | —              | —                                |
| 19 oktober 1939                             | —                          | —                      | SS-Standartenführer    | —              | —                                |
| 13 december 1940                            | —                          | —                      | —                      | —              | SS-Oberführer der Reserve (W-SS) |
| 30 januari 1942                             | —                          | —                      | SS-Brigadeführer       | —              | Generalmajor in de Waffen-SS     |

- Gepensioneerde voormalige officieren waren vaak tewerkgesteld als burgerpersoneel van het Schwarze Reichswehr in "Landesschutzangelegenheiten" (L-werknemers). Vanaf 1 oktober 1933 dienden ze als zogenaamde L-officieren (L = Landsschutz; niet Landwehr) in commandoposten van de Reichswehr, zij droegen burgerkleding, en hadden "a.D." achter hun naam en rang. Het was alsof ze een aparte carrière hadden, met een eigen salaris naast het actieve officierenkorps. Op 5 maart 1935 werd de naam veranderd in E-Offiziere Ergänzungsoffizierskorps. Hier kwamen de rangen dan als optelling in (E). Deze officieren werden alleen in bepaalde gebieden ingezet, meestal binnen de dienst, en stelden actieve officieren beschikbaar voor andere doeleinden tijdens de herbewapening[10].

## Lidmaatschapsnummers
- NSDAP-nr.: 2 860 864[3] (lid geworden april 1933[4][1])
- SS-nr.: 129 846[3] (lid geworden april 1933[4][1])

## Onderscheidingen
Selectie:
- IJzeren Kruis 1914, 1e Klasse[9][4][1][2][5] en 2e Klasse[9][4][1][2][5]
- Herhalingsgesp bij IJzeren Kruis 1939, 1e Klasse[7] en 2e Klasse[7] (beide klasse in 1939[2][5])
- Gewondeninsigne 1918 in zwart[4][1][2]
- Ridderkruis der Tweede Klasse in de Orde van Verdienste (Saksen-Weimar)[5] met Zwaarden[2]
- Kruis voor Militaire Verdienste (Oostenrijk-Hongarije)[5], 3e Klasse met Zwaarden[2]
- Kruis voor Oorlogsverdienste, 1e Klasse[7][2] en 2e Klasse[7][2] (beide 9 november 1944[5])
- Orde van het Vrijheidskruis (Finland), 1e Klasse[7] met Zwaarden op 29 september 1942[2][5]